# Lettland i olympiska sommarspelen 2016
Lettland deltog med 33 deltagare vid de olympiska sommarspelen 2016 i Rio de Janeiro. Ingen av landets deltagare erövrade någon medalj.